# Rio Gălpâia
O Rio Gălpâia é um rio da Romênia, afluente do Almaş, localizado no distrito de Sălaj.